# ヤクブ・カミンスキ
ヤクブ・ピオトル・カミンスキ（Jakub Piotr Kamiński, 2002年6月5日 - ）は、ポーランド・シロンスク県ルダ・シロンスカ出身のサッカー選手。ブンデスリーガ・VfLヴォルフスブルク所属。ポーランド代表。ポジションはMF、FW。

## 経歴

### クラブ
2010年にソンビエルキ・ビトムのユースアカデミーに入り、2015年にレフ・ポズナンのユースアカデミーに加入。2019年にチームIIに昇格し、17試合5ゴールを決めた後にトップチームに昇格。以降トップチームに定着し、2019-20シーズンは24試合4ゴールを記録。2021-22シーズンも途中まで19試合6ゴールを決めるなど、10代ながらチームに中心選手に成長した、
2022年1月10日、VfLヴォルフスブルクと5年契約を締結し、同年7月より加入することが発表された。

### 代表
2017年から3年間、ユース世代のポーランド代表でプレー。2021年9月にフル代表に初招集。6日の2022 FIFAワールドカップ・ヨーロッパ予選のサンマリノ戦で先発で起用され、フル代表デビューを果たした。

## 代表歴

### 出場大会
- ポーランド代表
  - 2022 FIFAワールドカップ

### 試合数
- 国際Aマッチ 14試合 1得点（2021年-）[4]

| ポーランド代表 | 国際Aマッチ | 国際Aマッチ |
| 年             | 出場        | 得点        |
| -------------- | ----------- | ----------- |
| 2021           | 1           | 0           |
| 2022           | 7           | 1           |
| 2023           | 6           | 0           |
| 2024           |             |             |
| 通算           | 14          | 1           |

## タイトル
レフ・ポズナン
- エクストラクラサ: 2021-22